# Euphorbia undulatifolia
Euphorbia undulatifolia là một loài thực vật có hoa trong họ Đại kích. Loài này được Janse mô tả khoa học đầu tiên năm 1953.